# Lloyd Borgers
Lloyd Borgers (Maastricht, 24 februari 1993) is een Nederlands voetballer die als aanvaller tot 2013 uitkwam voor eerstedivisionist MVV Maastricht. In drie seizoenen MVV wist hij in 35 competitieduels 6 maal het net te vinden. Zijn aflopende contract werd niet verlengd, waardoor Borgers per 1 juli 2013 transfervrij was. Na een tijdje met Team VVCS te hebben meegetraind, ging hij stage lopen bij nieuwbakken eerstedivisionist Achilles '29. Hier kreeg hij geen contract aangeboden en voegde hij zich weer bij Team VVCS.

## Carrière
| Seizoen | Club           | Land       | Competitie     | Wedstrijden | Doelpunten |
| ------- | -------------- | ---------- | -------------- | ----------- | ---------- |
| 2010/11 | MVV Maastricht | Nederland  | Eerste divisie | 18          | 4          |
| 2011/12 | MVV Maastricht | Nederland  | Eerste divisie | 15          | 2          |
| 2012/13 | MVV Maastricht | Nederland  | Eerste divisie | 2           | 0          |
| Totaal  | Bijgewerkt tot | 26-02-2011 |                | 35          | 6          |